# Phil Anderson
Pour les articles homonymes, voir Anderson.
Phil Anderson est un coureur cycliste australien, né le 12 mars 1958 à Londres, professionnel de 1980 à 1994.

## Biographie
Phil Anderson passe professionnel en 1980 dans l'équipe Peugeot-Esso-Michelin. 
Il fut, en 1981, le premier Australien et le premier non-européen à porter le maillot jaune du Tour de France. Il a remporté 86 victoires professionnelles.

## Palmarès et résultats

### Palmarès amateur
- 1977
  - Dulux Tour Six Day
- 1978
  -  Champion d'Australie sur route amateurs
  -  Champion d'Australie par équipes amateurs
  -  Médaillé d'or de la course en ligne aux Jeux du Commonwealth
  - 2e étape de la Red Zinger Bicycle Classic
  - 2e du championnat d'Australie du contre-la-montre par équipes amateurs
  - 3e de la Test Race à Brisbane
- 1979
  - Tour de l'Essonne :
    - Classement général
    - 2e et 4e étapes

  - Tour de l'Hérault
  - Prix des Œufs Durs
  - 9e étape de la Red Zinger Bicycle Classic
  - 9e étape du Tour d'Irlande (contre-la-montre par équipes)
  - Grand Prix d'Issoire
  - 3e et 4e étapes du Tour d'Île-de-France
  - Grand Prix des Nations amateurs (contre-la-montre)
  - 2e du Tour d'Irlande
  - 2e de la Palme d'or Merlin-Plage

### Palmarès professionnel
- 1980
  - 3eb étape de l'Étoile des Espoirs (ex-aecquo avec Frédéric Vichot)
  - 2e de l'Étoile des Espoirs
  - 3e de Paris-Bourges
  - 10e de Blois-Chaville
- 1981
  - 1rea étape du Tour de Corse
  - 6e étape de Paris-Nice
  - Tour de l'Aude
  - 3e du Tour de Corse
  - 7e de l'Amstel Gold Race
  - 10e du Tour de France
- 1982
  - Tour de France
    -  Classement du meilleur jeune
    - 2e étape

  - 5e de l'Amstel Gold Race
  - 5e du Tour de France
  - 6e du Rund um den Henninger Turm
  - 7e de Gand-Wevelgem
  - 7e du Critérium du Dauphiné libéré
  - 9e de la Flèche wallonne
- 1983
  - Amstel Gold Race
  - 5ea étape du Tour de Romandie
  - Prologue et 3e étape du Critérium du Dauphiné libéré
  - Tour de l'Aude :
    - Classement général
    - 2e étape

  - 2e du Tour des Amériques
  - 2e du Tour de Romandie
  - 3e du Grand Prix de Wallonie
  - 3e de Paris-Bourges
  - 4e de Liège-Bastogne-Liège
  - 6e du Critérium du Dauphiné libéré
  - 7e du Super Prestige Pernod
  - 8e du Tour de Lombardie
  - 9e du Tour des Flandres
  - 9e du Tour de France
  - 9e du championnat du monde sur route
  - 10e du Rund um den Henninger Turm
- 1984
  - 2eb étape de Paris-Nice (contre-la-montre par équipes)
  - Semaine catalane :
    - Classement général
    - 4eb étape (contre-la-montre)

  - Rund um den Henninger Turm
  - Championnat de Zurich
  - 6e étape du Critérium du Dauphiné libéré
  - 7e étape du Tour des Pays-Bas (contre-la-montre par équipes)
  - 2e de Liège-Bastogne-Liège
  - 3e du Super Prestige Pernod
  - 5e de Paris-Nice
  - 5e du Tour de Suisse
  - 5e de Blois-Chaville
  - 7e du Critérium du Dauphiné libéré
  - 7e de Paris-Bruxelles
  - 9e de la Flèche wallonne
  - 10e du Tour de France
- 1985
  - Tour méditerranéen :
    - Classement général
    - 4eb étape (contre-la-montre)

  - 4eb étape de Paris-Nice (contre-la-montre par équipes)
  - 2e et 3e étapes de la Semaine catalane
  - Grand Prix E3
  - Rund um den Henninger Turm
  - Critérium du Dauphiné libéré :
    - Classement général
    - 1reb étape

  - Tour de Suisse :
    - Classement général
    - 3e, 5eb (contre-la-montre) et 8e étapes

  - 2e et 3eb (contre-la-montre) étapes du Tour de Belgique
  - 2e de la Semaine catalane
  - 2e du Tour des Flandres
  - 2e de Gand-Wevelgem
  - 2e du Super Prestige Pernod
  - 3e du Grand Prix Eddy Merckx
  - 4e de Paris-Nice
  - 5e de l'Amstel Gold Race
  - 5e du Tour de France
  - 7e de Liège-Bastogne-Liège
- 1986
  - 4e étape de la Coors Classic
  - New York City Tour
  - 3eb et 4e étapes du Tour d'Irlande
  - Créteil-Chaville
  - 3e de la Coors Classic
  - 3e du Tour de Lombardie
- 1987
  - Flèche de Leeuw
  - Milan-Turin
  - 6e de l'Amstel Gold Race
  - 7e du Tour d'Italie
  - 9e du Rund um den Henninger Turm
  - 10e de Gand-Wevelgem
- 1988
  - Prologue de Tirreno-Adriatico
  - Tour du Danemark :
    - Classement général
    - 3e étape

  - 2e et 4e étapes du Tour d'Irlande
  - 2e du Tour des Flandres
  - 2e de Milan-Turin
  - 6e du Championnat de Zurich
  - 9e de Liège-Bastogne-Liège
- 1989
  - Tour de Romandie :
    - Classement général
    - 1re étape

  - 17e étape du Tour d'Italie
  - 2e étape du Tour de Grande-Bretagne
  - 5eb étape du Tour d'Irlande
  - 3e de Liège-Bastogne-Liège
- 1990
  - Tour d'Italie :
    -  Classement intergiro
    - 4eb étape

  - 5e étape du Tour de Luxembourg
  - 2e de Paris-Tours
  - 10e de l'Amstel Gold Race
- 1991
  - Tour méditerranéen : 
    - Classement général
    - 5e et 6e étapes

  - Semaine cycliste internationale
    - Classement général
    - 6e étape

  - 4ea étape du Tour DuPont
  - 8e étape du Tour de Suisse
  - 10e étape du Tour de France
  - Tour de Grande-Bretagne :
    - Classement général
    - 1re et 3e étapes

  - 2e du Grand Prix E3
  - 3e de l'US Pro Championship
  - 7e de Milan-San Remo
  - 7e du Championnat de Zurich
  - 10e de la Coupe du monde
- 1992
  - 5e, 7e et 9e étape du Tour DuPont
  - Grand Prix d'Isbergues
  - Tour d'Irlande :
    - Classement général
    - 4e étape

  - 3e de Paris-Bruxelles
  - 6e de Paris-Tours
- 1993
  - Tour de Suède :
    - Classement général
    - 4e étape

  - Tour de Grande-Bretagne :
    - Classement général
    - 1re étape

  - Grand Prix Raymond Impanis
  - 2e de la Hamilton Classic
  - 3e de la New Jersey National Bank Classic
- 1994
  -  Médaillé d'or du contre-la-montre par équipes aux Jeux du Commonwealth (avec Henk Vogels, Brett Dennis et Damian McDonald)
  - 4e étape des Gellong Bay Classic Series
  - 2e de la CoreStates Classic
  - 3e de Nice-Alassio
  - 3e du Trophée Luis Puig

### Résultats dans les grands tours

#### Tour de France

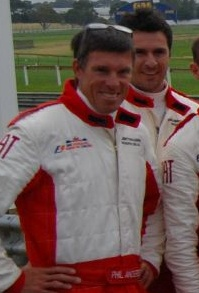
Phil Anderson.

13 participations
- 1981 : 10e,  maillot jaune pendant 1 jour
- 1982 : 5e, vainqueur du  classement du meilleur jeune et de la 2e étape,  maillot jaune pendant 10 jours
- 1983 : 9e
- 1984 : 10e
- 1985 : 5e
- 1986 : 39e
- 1987 : 27e
- 1989 : 38e
- 1990 : 71e
- 1991 : 45e, vainqueur de la 10e étape
- 1992 : 81e
- 1993 : 84e
- 1994 : 69e

#### Tour d'Italie
3 participations
- 1987 : 7e
- 1989 : 13e, vainqueur de la 17e étape
- 1990 : 33e, vainqueur du  classement intergiro et de la 4eb étape

## Distinctions
- Temple de la renommée du cyclisme en Australie